# Larutia kecil
Larutia kecil — вид сцинкоподібних ящірок родини сцинкових (Scincidae). Ендемік Малайзії. Описаний у 2019 році.

## Опис
Сцинк Larutia kecil — невелика безнога ящірка, середня довжина якої (без врахування хвоста) становить 84 мм.

## Поширення і екологія
Larutia kecil відомі за типовим зразком, зібраним на західному схилі гори Пенріссен, розташованої на півдні штату Саравак, на острові Калімантан, на висоті 1000 м над рівнем моря.